# Justicia cauliflora
Justicia cauliflora är en akantusväxtart som beskrevs av L.H. Durkee. Justicia cauliflora ingår i släktet Justicia och familjen akantusväxter. Inga underarter finns listade i Catalogue of Life.